# USS Virginia (CGN-38)
El USS Virginia (CGN-38) era un crucero de misiles guiados de propulsión nuclear, el buque líder de su clase y el octavo buque de la Marina de los Estados Unidos en recibir el nombre de la Mancomunidad de Virginia. Fue comisionado en 1976 y desmantelado en 1994.

## Construcción
La  Quilla colocada  del buque fue puesta, el 19 de agosto de 1972 por la Newport News Shipbuilding & Dry Dock Company como Líder Destructor, Misil Guiado, Nuclear, DLGN-38. Nombrado "Virginia", el buque fue lanzado el día  14 de diciembre de 1974; patrocinado por Virginia S. Warner, hija de John Warner, un exsecretario de la Marina. El "Virginia" fue reclasificado como un crucero de misiles guiados de propulsión nuclear y se lo designó nuevamente como CGN-38 el 30 de junio de 1975.

## Historia
Durante los primeros seis meses de su servicio, el Virginia recorrió la costa este de los Estados Unidos y viajó en varias ocasiones a las Indias Occidentales para realizar una gran cantidad de pruebas posteriores a la puesta en marcha y entrenamiento. El 25 de abril de 1977, ingresó en el Astillero Naval de Norfolk para un período de cinco meses, después de la puesta en servicio. Terminó sus últimas pruebas en el mar el 28 de septiembre y comenzó a trabajar como unidad operacional de la flota atlántica de los Estados Unidos. En noviembre, navegó a lo largo de las costas de Nueva Inglaterra y Canadá, participando en guerra antisubmarina. Ejercicios militares. En diciembre, regresó a las Indias Occidentales para disparar misiles en el campo de tiro de la Flota Atlántica. Completó esa misión el 13 de diciembre y volvió a ingresar a Norfolk tres días después para comenzar las vacaciones y el mantenimiento en su puerto de origen. A principios de 1978 la encontraron todavía en Norfolk, pero a mediados de mes regresó nuevamente al mar en el área de operaciones de los Capos de Virginia para una serie de operaciones locales. El 28 de enero, sin embargo, partió de Norfolk para volver a la zona de la costa de Florida y las Indias Occidentales para una serie de pruebas especiales llevadas a cabo bajo los auspicios de la Oficina del Jefe de Operaciones Navales. El crucero con misiles guiados regresó a Norfolk el 23 de marzo y reanudó las operaciones locales.
Ese trabajo duró hasta el 23 de agosto, cuando el Virginia se embarcó en un crucero hacia el norte de Europa para participar en el Ejercicio Northern Wedding, un ejercicio OTAN cuyo propósito era probar la capacidad de reforzar las fuerzas de la OTAN en Europa occidental. Durante ese despliegue visitó Oslo en Noruega, Róterdam en Holanda y Portsmouth en Inglaterra. El buque de guerra salió de este último puerto el 3 de octubre y volvió a entrar en Norfolk el 12 de octubre. El 16 de noviembre, se hizo a la mar para ejercicios de entrenamiento en el Golfo de México. Durante ese viaje, realizó una visita al puerto de Mobile, Alabama y llevó a cabo un entrenamiento naval de apoyo al fuego en la isla de Vieques cerca de Puerto Rico. Realizó otra visita a la isla de Santo Tomás los días 6 y 7 de diciembre antes de regresar a su hogar. Virginia volvió a entrar en Norfolk el 11 de diciembre y comenzó los preparativos para su primer despliegue en el Mediterráneo, que estaba previsto que comenzara a principios de 1979.
Como parte de un despliegue en el Océano Índico en 1980, cruzó el Océano Índico hasta las Filipinas, para reparaciones de emergencia de la cúpula del sónar. Durante su tercer despliegue en el Mediterráneo en 1983, patrulló las afueras de Beirut y disparó casi 300 balas de cinco pulgadas hacia el Líbano, muchas de ellas en defensa de la estratégica ciudad montañosa de Suk El Gharb.  El Virginia, proporcionó ayuda de emergencia después del bombardeo de los cuarteles de los marines de Beirut. Fue honrada como la Sexta Mano Superior de la Flota por ese despliegue extendido. En 1984, ingresó al Astillero Naval de Norfolk para su única revisión importante y fue convertido en el primer crucero de ataque de la Marina con la adición de los Phalanx CIWS, misil Tomahawk y la SM-2 extensión de su capacidad de superficie a aire. Durante esta revisión, el helicóptero de popa hangar y elevador fueron retirados y el espacio fue reequipado con dos lanzadores de misiles de crucero Tomahawk de caja blindada (4 misiles cada uno) en la cubierta y un espacio de entrenamiento del Departamento de Ingeniería abajo.
En diciembre de 1990, el Virginia se desplegó en el Mediterráneo en apoyo de las operaciones Escudo del Desierto y Tormenta del Desierto.  La mayor parte del despliegue de seis meses se llevó a cabo en el este del Mar Mediterráneo, frente a la costa de Israel, Líbano y Siria.  Allí comandó un grupo de ataque de cuatro naves incluyendo un destructor (USS Spruance) y dos SSN (USS Pittsburgh y USS Philadelphia).  El 22 de enero de 1991, disparó dos misiles crucero Tomahawk desde el Mediterráneo a Irak, que en ese momento fue el disparo de combate más largo de un Tomahawk.  También dirigió el lanzamiento de otros cuatro Tomahawks desde el USS Spruance y el USS Pittsburgh.

## Desmantelamiento
El 29 de noviembre de 1994 fue dado de baja y eliminado del Registro Naval de Buques, y el 31 de marzo de 1999 el Virginia ingresó en el Programa de Reciclaje de Buques y Submarinos de la Armada.